# Emil Serkowski

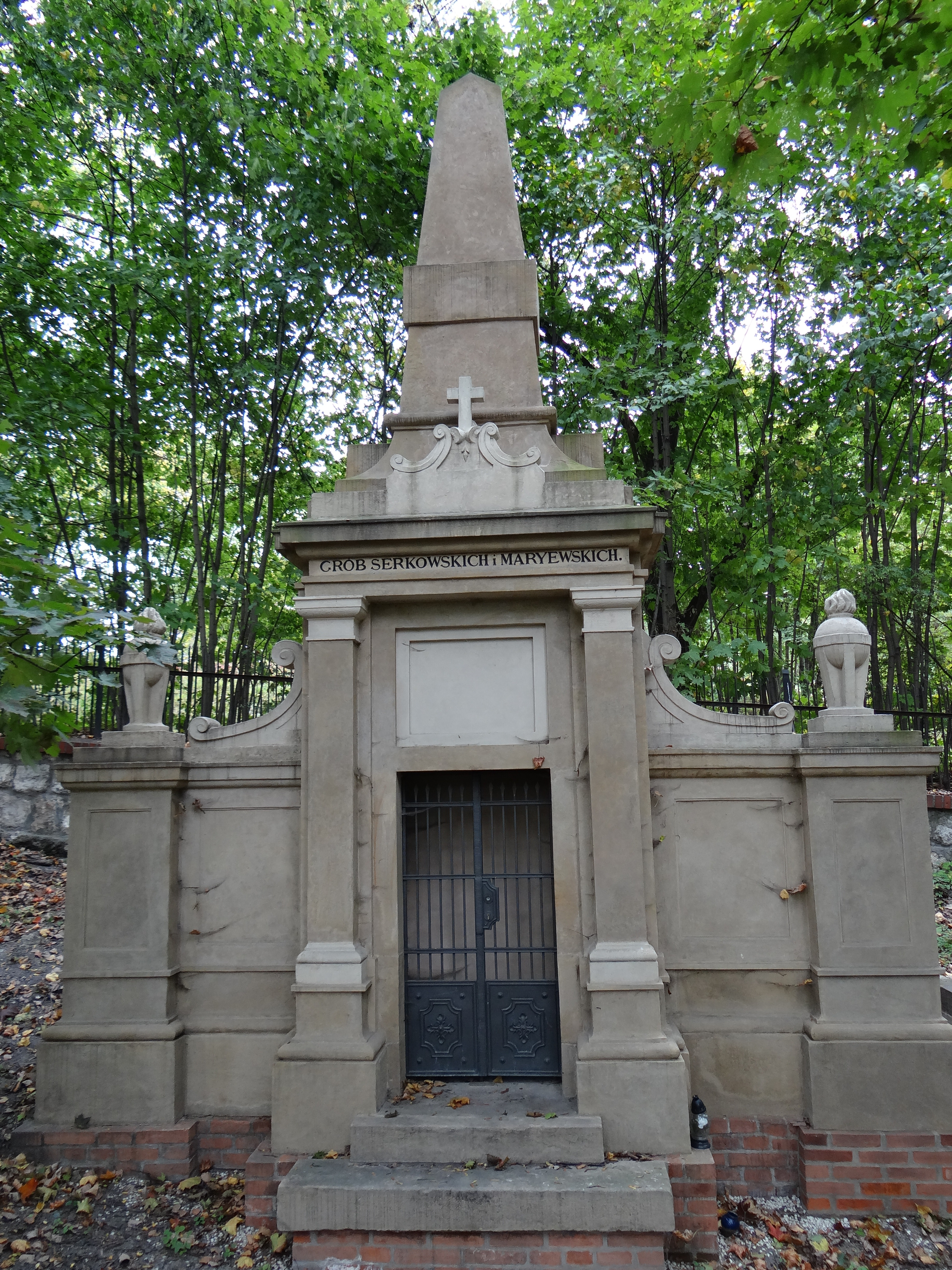
Grobowiec Serkowskich i Maryewskich na starym cmentarzu Podgórskim

Emil Serkowski herbu Lubicz (ur. 13 kwietnia 1822 w Podgórzu, zm. 23 października 1900) – inżynier budowlany, radca miejski, przewodniczący komisji skarbowej  i burmistrz w 1888  miasta Podgórze. Budowniczy drewnianego mostu (nieistniejącego już dziś) na Wiśle w pobliżu ul. Kazimierza Brodzińskiego. W 1869 opracował projekt budynku magistratu w Chrzanowie.  Właściciel Jugowic.

## Życiorys
Syn Józefa Serkowskiego, urzędnika i sekretarza Magistratu Podgórskiego i jego pierwszej żony Elżbiety z Naizerów (zm. 1825). Ukończył nauki w Instytucie Technicznym w Krakowie oraz dodatkowe kursy budowlane. W 1854 roku pracował w podgórskim komisariacie dyrekcji budownictwa dróg pod kierownictwem Józefa Zolla, następnie w administracji budowlanej w Wieliczce i w dyrekcji budownictwa w Krakowie, od 1870 był zatrudniony w oddziale budowlanym starostwa powiatowego w Krakowie na etacie adiunkta budowniczego, a potem inżyniera. W pierwszych wyborach samorządowych w 1867 roku uzyskał mandat podgórskiego radnego – członkiem rady gminnej pozostawał nieprzerwanie do samej śmierci (przez 33 lata) W 1893 uzyskał Honorowe obywatelstwo miasta. Córka Emila Serkowskiego Wanda została żoną Franciszka Maryewskiego. Pochowany na starym cmentarzu Podgórskim.